# Tachikawa Ki-36
Il Tachikawa Ki-36 (立川 キ36?, Tachikawa ki sanjūroku), indicato anche Aereo da ricognizione per il supporto ravvicinato Tipo 98 (九八式直接協同偵察機?, Kyūhachi-shiki chokusetsukyōdō teisatsuki) in base alle convenzioni allora vigenti, e al quale venne assegnato dagli alleati il nome in codice Ida fu un aereo da ricognizione monomotore, monoplano ad ala bassa sviluppato dall'azienda aeronautica giapponese Tachikawa Hikōki KK nei tardi anni trenta e prodotto, oltre che dalla stessa, anche dalla Kawasaki Kokuki Kogyo, la divisione aeronautica della Kawasaki Heavy Industries, fino alla prima metà degli anni quaranta.
Impiegato principalmente dal Dai-Nippon Teikoku Rikugun Kōkū Hombu, la componente aerea dell'Esercito imperiale giapponese, durante le fasi della seconda guerra mondiale, operò con un modesto numero di esemplari catturati anche nella thailandese Kongthap Akat Thai. Venne ulteriormente sviluppato anche come aereo da addestramento al quale venne assegnata la designazione Ki-55.

## Storia del progetto
Il Ki-36 era un piccolo aereo, con scheletro metallico e rivestimento in tela e alluminio, e venne costruito per rispondere ad esigenze diverse di quelle del Mitsubishi Ki-15, che era un velivolo da aero-cooperazione e ricognizione armata a corto raggio, non un velivolo tattico-strategico.
Il Ki-36 era robusto e affidabile, con una eccellente maneggevolezza. Per il lato tecnico, era un velivolo con motore radiale, carrello d'atterraggio leggero a struttura molto semplice, elica bipala. Venne usato come addestratore e ricognitore, prodotto fino al 1944 in 862 esemplari dalla Tachikawa Hikōki e 472 dalla Kawasaki Kokuki Kogyo.
Poco dopo fu trasformato in addestratore avanzato, dotato di una mitragliatrice da 7,7 mm per l'addestramento alla caccia. Dalle notevoli maneggevolezza e affidabilità, volò nel settembre 1939, identificato come Ki-55 o, nella convenzione di designazione "lunga" "addestratore avanzato per l'esercito Tipo 99". La Tachikawa e la Kawasaki ne produssero oltre 1 380 esemplari.

## Impiego operativo
L'aereo fu impiegato come ricognitore in Cina, ma subì perdite elevate a causa della reazione alleata. Alla fine fu adattato per il ruolo Kamikaze, armato da una bomba da 500 kg sotto la fusoliera.

## Versioni

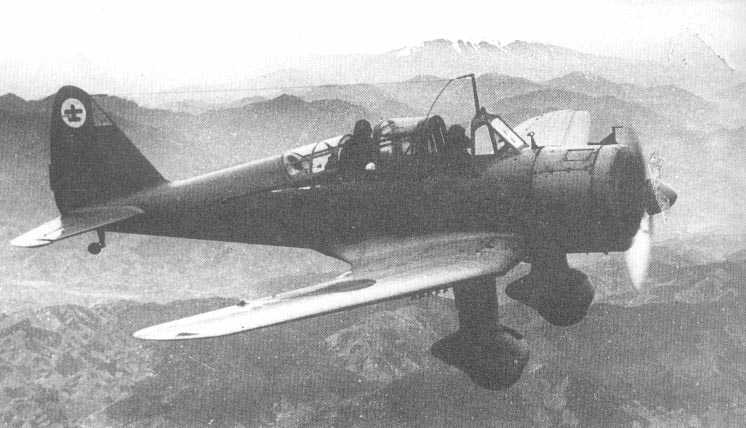
Ki-55, versione da addestramento.

Ki-36
prima versione di serie impiegata nel ruolo di ricognitore.
Ki-55
versione da addestramento.
Ki-72
evoluzione del Ki-36, rimasta a livello progettuale, dotata di motore Hitachi Ha-38 da 600 hp (447 kW) e carrello d'atterraggio retrattile.

## Utilizzatori
Cina
- Zhongguo Renmin Jiefangjun Haijun Hangkongbing

2 velivoli catturati dopo la guerra ed usati come aerei da addestramento fino al loro ritiro nei primi anni cinquanta
 Indonesia
- Angkatan Udara Republik Indonesia

 Giappone
- Dai-Nippon Teikoku Rikugun Kōkū Hombu

 Thailandia
- Kongthap Akat Thai

### Pubblicazioni
- Tullio Marcon, Le denominazioni dei velivoli giapponesi, in Storia Militare, VIII, n. 81, Parma, Albertelli Edizioni Speciali srl, giugno 2000.